# Sorex arizonae
Sorex arizonae — вид роду мідиць (Sorex) родини мідицевих.

## Поширення
Країни поширення: Мексика (Chihuahua), США (Аризона, Нью-Мексико). Зустрічається від 1500 до 2600 м над рівнем моря. Єдиний відомий мексиканський зразок був зібраний на висоті 2591 м над рівнем моря. Цей вид займає лісові схили і часто зустрічається біля струмків або інших джерел води, де є значний рослинний покрив. 

## Загрози та охорона
Може бути вразливим для локалізованих несприятливих змін середовища проживання. Живе в охоронних районах у штаті Аризона.